# Галотов гущер
Галотовите гущери (Gallotia galloti) са вид влечуги от семейство Гущерови (Lacertidae).
Разпространени са на островите Тенерифе и Палма от Канарските острови в Испания.
Таксонът е описан за пръв път от френския илюстратор Пол Луи Удар през 1839 година.

## Подвидове
- Gallotia galloti eisentrauti
- Gallotia galloti galloti
- Gallotia galloti insulanagae
- Gallotia galloti palmae